# شارون برونو
شارون ليه برونو (من مواليد 1 فبراير 1964) عارضة كمال الأجسام كندية محترفة متقاعدة ومنافسات اللياقة البدنية.

## روابط خارجية
- شارون برونو على موقع IMDb (الإنجليزية)
- شارون برونو على موقع قاعدة بيانات الفيلم (الإنجليزية)
- شارون برونو في قاعدة بيانات الأفلام على الإنترنت